# Hemibarbus macracanthus
Hemibarbus macracanthus är en fiskart som beskrevs av Lu, Luo och Chen, 1977. Hemibarbus macracanthus ingår i släktet Hemibarbus och familjen karpfiskar. IUCN kategoriserar arten globalt som otillräckligt studerad. Inga underarter finns listade i Catalogue of Life.